# Air Senegal International
Air Senegal International (IATA: V7, OACI: SNG) fue una aerolínea de Senegal con sus oficinas centrales en Dakar, Senegal. Operaba una red doméstica regular y vuelos regionales a países vecinos y a otros países. Además prestaba servicios de vuelos chárter y vuelos de taxis aéreos. Su base principal era el Aeropuerto Internacional de Dakar-Yoff/Léopold Sédar Senghor.
Esta aerolínea ha suspendido todos sus vuelos el 24 de abril de 2009.

## Historia
La aerolínea fue establecida el 1° de febrero de 1971 como Air Senegal. Fue reestructurada como una aerolínea internacional tras la adquisición de la mayor parte de sus acciones por parte de Royal Air Maroc en 2001. Fue parte del Grupo Royal Air Maroc, el cual posee el 51% de las acciones de la compañía, y el resto (49%) en poder del Gobierno de Senegal.

## Servicios
Air Senegal International operaba los siguientes servicios (a agosto de 2006):
- Destinos domésticos regulares: Cap Skirring, Dakar, St Louis, Tambacounda y Ziguinchor.

- Destinos internacionales regulares: Abiyán, Acra, Bamako, Banjul, Bissau, Casablanca, Conakri, Cotonú, Lomé, Lyon, Madrid, Marsella, Milán-Malpensa, Niamey, Nuakchot, Uagadugú, París (Aeropuerto de Orly) y Praia.

## Flota

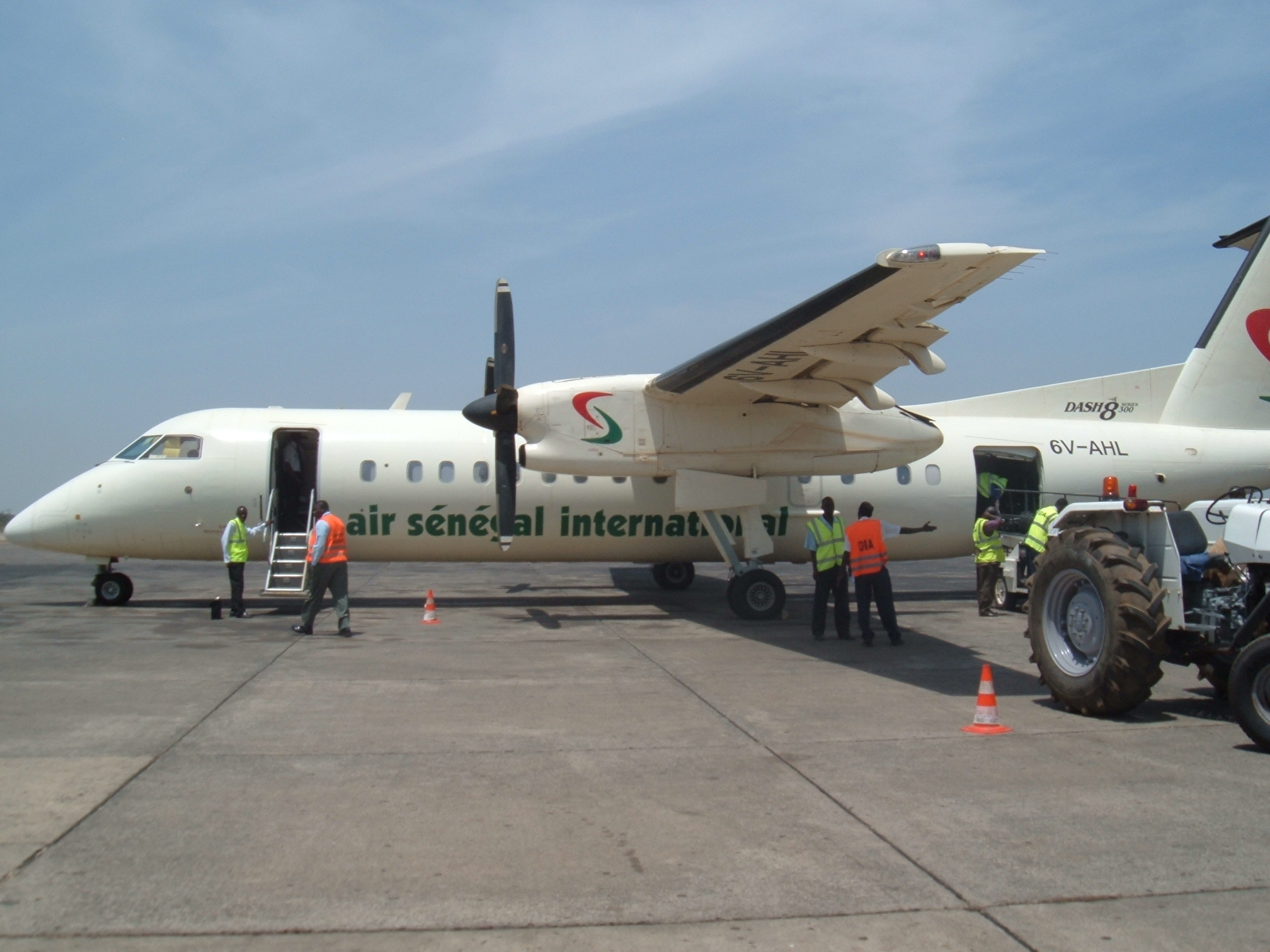
Air Sénégal International Dash8 300 at the BJL Airport

La flota de Air Senegal International incluía las siguientes aeronaves (a marzo de 2008):

### Previamente operados
En agosto de 2006 la aerolínea también había operado:
- 1 Boeing 737-200
- 1 Boeing 737-500